# فرانسوا انگلرت
فرانسوا انگلرت (به فرانسوی: ɑglɛʁ)؛ متولد ۶ نوامبر ۱۹۳۲) فیزیکدان نظری اهل بلژیک است که در سال ۲۰۱۳ به همراه پیتر هیگز به خاطر کشف مکانیسم هیگز که به درک منشأ جرم ذرات زیراتمی کمک می‌کند موفق به دریافت جایزه نوبل فیزیک شد.